# 즈가리야 (이스라엘 왕국)
즈가리야(재위 기원전 750년경 ~ 749년경)는 분열 이스라엘 왕국의 14대 왕이다.
전왕 예로보암 2세의 아들로 겨우 6달 동안 이스라엘을 다스렸다. 왜냐하면 그는 큰 죄악을 저질러 야베스의 아들 살룸이 반란을 일으켜 이블르암에서 그를 살해한 것이었다.
그리고 살룸은 그의 뒤를 이어 왕위에 올랐다.
| 전임 여로보암 2세 | 북이스라엘의 왕 | 후임 살룸 |